# Pietro I di Borbone
Pietro I di Borbone (1311 – Poitiers, 19 settembre 1356) fu il secondo Duca di Borbone e fu Conte di Clermont, dal 1341 alla sua morte.

## Origine
Pietro, sia secondo la Histoire du Bourbonnais et des Bourbons qui l'ont possédé, Volume 1, che secondo la Histoire généalogique et chronologique de la maison royale de France era il figlio primogenito del Signore e poi primo duca di Borbone, conte di Clermont e conte di La Marche, Luigi I e della moglie, Maria di Avesnes, che, secondo il capitolo nº 78a della Chronologia Johannes de Beke era figlia del Conte di Hainaut e conte d'Olanda e di Zelanda Giovanni e della moglie, Filippa di Lussemburgo (1252-6 aprile 1311), che sempre secondo la Chronologia Johannes de Beke, era figlia di Enrico V di Lussemburgo e Marguerite di Bar (1220-1275).
Luigi I di Borbone, sia secondo la Histoire du Bourbonnais et des Bourbons qui l'ont possédé, Volume 1, che secondo la Histoire généalogique et chronologique de la maison royale de France era il figlio primogenito del di Roberto, conte di Clermont, e della contessa di Charolais ed erede della Signoria di Borbone, Beatrice, che, secondo la Histoire généalogique des ducs de Bourgogne de la maison de France, era l'unica figlia del conte di Charolais, Giovanni di Borgogna e della dama di Borbone, Agnese.

## Biografia
Suo padre, Luigi morì nel gennaio del 1341 e fu sepolto nella chiesa dei Frati Predicatori o dei Giacobini (Couvent des Jacobins), di Parigi, accanto alla tomba di suo padre; secondo il necrologio delle Chartreux de Vauvert, Luigi (Ludovicus dux Borbonii) morì il 10 febbraio (IV Id Feb) 1342, mentre secondo il necrologio della Sainte-Chapelle, Luigi (Ludovici ducis de Bourbonio) morì il 27 febbraio (III Kal Mar) 1342. Mentre Pietro, il primogenito, gli succedette come duca di Borbone, Pietro I, il fratello cadetto, Giacomo ricevette la contea di La Marche (Giacomo I).

### Carriera militare
Nel 1341 sotto gli ordini del duca di Normandia, il futuro Giovanni II di Francia, combatté in Bretagna e poi prese parte alla guerra. Ha permesso al pretendente francese Carlo di Blois di prendere possesso del ducato.
Era presente all'incoronazione di papa Clemente VI ad Avignone il 19 maggio 1342. Nell'estate del 1342 fu insieme a Raoul I di Brienne, conte di Eu, al comando delle truppe che proteggevano la Francia dagli attacchi del nord mentre il re Filippo VI era in una campagna in Bretagna.
Nell'agosto del 1343 lui e il Delfino di Viennois furono gli ambasciatori francesi in una conferenza di pace ad Avignone, ma i negoziati furono infruttuosi poiché Edoardo III d'Inghilterra rifiutò di inviare tutti i membri dell'ambasciata.
Nel 1346, combatté nella battaglia di Crécy, dove rimase ferito gravemente.
In seguito Pietro partecipò all'assedio di Calais.

### Governatore della Linguadoca
L'8 agosto 1345, venne nominato dal re di Francia, Filippo VI Governatore della Linguadoca e della Guascogna. Il suo avversario sul piano militare era Enrico, conte di Derby (in seguito Conte e Duca di Lancaster). Quest'ultimo sbarcò con il suo esercito a Bordeaux il giorno in cui Pietro era stato nominato.
Pietro assunse la sua carica a settembre. Ormai il conte di Derby aveva già iniziato la sua campagna, mettendo in disordine le difese francesi con la conquista di Bergerac e la distruzione dell'esercito francese lì presente il mese precedente. Pietro istituì il quartier generale ad Angoulême e iniziò una vasta campagna di reclutamento per un nuovo esercito, il cui comando cadde sul duca di Normandia. Tuttavia, il 21 ottobre il conte di Derby vinse un'altra schiacciante vittoria fuori Auberoche. Il duca di Normandia abbandonò la sua campagna una volta sentita la notizia. All'inizio di novembre sciolse il suo esercito e partì per il nord.
Il conte di Derby sfruttò l'assenza di un comandante francese sul campo per assediare l'importante città-fortezza di La Réole.
Nell'inverno del 1346 Pietro I mantenne i suoi quartieri invernali nella capitale provinciale di Agen, una città che si stava rapidamente isolando poiché molte delle città minori furono conquistate o disertate dagli inglesi. La primavera, tuttavia, si è aperta con il più grande esercito francese finora nel sud-ovest. Pietro I e il vescovo di Beauvais sollevarono un nuovo esercito a Tolosa, in parte finanziato dal papa il cui nipote era stato catturato da Derby l'anno precedente, mentre Giovanni di Normandia portò con sé un numero considerevole di nobili del nord, compresi dignitari come il Eudes IV, duca di Borgogna e Raoul II di Brienne. In aprile Giovanni di Normandia assediò la città di Aiguillon che controllava la confluenza tra il Lot e la Garonna. Lì rimasero ancora in agosto quando Giovanni di Normandia fu richiamato con urgenza a nord per aiutare a fermare Edoardo III che era sbarcato in Normandia. E così la campagna francese del 1346 nel sud finì non avendo realizzato nulla.

### Missioni diplomatiche
Nel luglio 1347 prese parte a infruttuose trattative con gli inglesi fuori da Calais nei giorni immediatamente precedenti alla capitolazione di quella città.
L'8 febbraio 1354 era insieme a Guy, cardinale di Boulogne incontrarono il re di Navarra nel castello di Mantes, accompagnati dalle due vedove regine e dai cortigiani e ministri. Il trattato, concluso il 22 febbraio, garantiva a Carlo II di Navarra una parte considerevole della Bassa Normandia che avrebbe dovuto detenere con gli stessi diritti del duca di Normandia, ed era stato anche perdonato per la morte del Connestabile di Francia, Carlo di Spagna, fatto assassinare da Carlo II di Navarra. Suo fratello, Giacomo, divenne il nuovo Connestabile di Francia.
Nel gennaio del 1355 fu inviato insieme al cancelliere francese Pierre de la Forêt in missione diplomatica ad Avignone, dal papa Innocenzo VI, dove avrebbero dovuto incontrare dei diplomatici inglesi guidati da Enrico di Lancaster e Richard FitzAlan, X conte di Arundel. Lo scopo della missione era di ratificare formalmente un trattato di pace basato su un progetto elaborato a Guînes l'anno precedente. Tuttavia da allora la politica francese era cambiata, gli ambasciatori francesi erano venuti solo per respingere le richieste inglesi e non avevano nulla di nuovo da offrire. I negoziati si interruppero quindi rapidamente e la conferenza finì non avendo realizzato nulla se non prolungando la tregua esistente ancora qualche mese fino al 24 giugno.
Nel maggio del 1355, quando divenne evidente che stava per scoppiare una guerra aperta tra il re di Francia e il re di Navarra alleato dell'Inghilterra, il duca di Borbone apparteneva al partito alleato alle regine vedove di Navarra che esercitavano pressioni su Giovanni II per conto di Carlo II di Navarra. Alla fine Giovanni II cedette e il 31 maggio accettò di perdonare Carlo di Navarra.

### Morte
A luglio il Duca di Borbone e il Cancelliere si incontrarono con gli ambasciatori inglesi per negoziare l'estensione della tregua. Poiché entrambi i governi francese e inglese avevano deciso di riprendere la guerra, questi negoziati furono abbastanza vuoti e infruttuosi.
Infatti la guerra riprese ed il principe di Galles, Edoardo il Principe Nero, dalla Guascogna si spinse a nord e se avesse attraversato la Loira, avrebbe potuto ricongiungersi al padre, Edoardo III d'Inghilterra, che era sbarcato in Normandia, fu affrontato dall'esercito francese a Poitiers, il 19 settembre 1356, dove i francesi furono sconfitti, il re Giovanni II di Francia col figlio Filippo l'Ardito ed il fratello, Giacomo I di Borbone-La Marche, ed il figlio illegittimo di Pietro, Giovanni, furono fatto prigionieri; durante la battaglia, Pietro perse la vita; il suo corpo fu trasportato a Parigi e sepolto nella Chiesa dei Giacobini (Couvent des Jacobins).Nei suoi titoli gli succedette l'unico figlio maschio, Luigi, come Luigi II.

## Matrimonio e discendenza
Pietro, secondo la Histoire généalogique et chronologique de la maison royale de France, il 25 gennaio 1336, aveva sposato Isabella di Valois (1313-1383), figlia del conte di Valois, Conte di Angiò e del Maine, conte d'Alençon e conte di Chartres, che fu anche Imperatore consorte titolare dell'Impero Romano d'Oriente e re titolare d'Aragona, Carlo di Valois e della sua terza moglie, Matilde di Châtillon; anche la Chronique parisienne anonyme du XIVe siècle riporta la notizia del matrimonio di Pietro e Isabella, avvenuto al Bois de Vincennes. Pietro da Isabella ebbe otto figli:
- Luigi (1337-1410), Duca di Borbone e Conte di Clermont[14][23];
- Giovanna (1338-1378), sposò Carlo, futuro re di Francia[14][23];
- Bianca (1339-1361), sposò Pietro I, re di Castiglia[23][24];
- Bona (1341-1402), sposò Amedeo VI di Savoia[23][24];
- Caterina (1342-1427), sposò Giovanni VI di Harcourt, come riportato dalla Chronique des règnes de Jean II et de Charles V. Tome 1[25];
- Margherita (1344-1416), sposò Arnaud-Amanieu VIII d'Albret[24][26];
- Isabella (1345-?), che non prese marito[24][26];
- Maria (1347-1401), priora di Poissy, come risulta dal documento nº 3793 dei Titres de la maison ducale de Bourbon[27].

Pietro, da un'amante di cui non conosciamo né il nome né gli ascendenti ebbe anche un figlio illegittimo:
- Giovanni († 1375), signore di Rovchefort

## Ascendenza
|                              |                      |                              | Genitori                           |  |  | Nonni |  |  | Bisnonni            |  |  | Trisnonni             |  |
|                              |                      |                              |                                    |  |  |       |  |  | Luigi IX di Francia |  |  | Luigi VIII di Francia |  |
|                              |                      |                              |                                    |  |  |       |  |  | Luigi IX di Francia |  |  | Luigi VIII di Francia |  |
|                              |                      | Bianca di Castiglia          |                                    |  |  |       |  |  | Luigi IX di Francia |  |  |                       |  |
| Roberto di Clermont          |                      |                              |                                    |  |  |       |  |  | Luigi IX di Francia |  |  |                       |  |
|                              |                      | Margherita di Provenza       | Raimondo Berengario IV di Provenza |  |  |       |  |  |                     |  |  |                       |  |
|                              |                      | Margherita di Provenza       | Raimondo Berengario IV di Provenza |  |  |       |  |  |                     |  |  |                       |  |
|                              |                      | Margherita di Provenza       | Beatrice di Savoia                 |  |  |       |  |  |                     |  |  |                       |  |
| Luigi I di Borbone           |                      | Margherita di Provenza       |                                    |  |  |       |  |  |                     |  |  |                       |  |
|                              |                      | Giovanni di Borgogna-Borbone | Ugo IV di Borgogna                 |  |  |       |  |  |                     |  |  |                       |  |
|                              |                      | Giovanni di Borgogna-Borbone | Ugo IV di Borgogna                 |  |  |       |  |  |                     |  |  |                       |  |
|                              |                      | Giovanni di Borgogna-Borbone | Yolanda di Dreux                   |  |  |       |  |  |                     |  |  |                       |  |
| Beatrice di Borgogna-Borbone |                      | Giovanni di Borgogna-Borbone |                                    |  |  |       |  |  |                     |  |  |                       |  |
|                              |                      | Agnese di Borbone-Dampierre  | Arcimbaldo IX di Borbone           |  |  |       |  |  |                     |  |  |                       |  |
|                              |                      | Agnese di Borbone-Dampierre  | Arcimbaldo IX di Borbone           |  |  |       |  |  |                     |  |  |                       |  |
|                              |                      | Agnese di Borbone-Dampierre  | Iolanda di Châtillon-Nevers        |  |  |       |  |  |                     |  |  |                       |  |
| Pietro I di Borbone          |                      | Agnese di Borbone-Dampierre  |                                    |  |  |       |  |  |                     |  |  |                       |  |
|                              | Giovanni I d'Avesnes | Burcardo d'Avesnes           |                                    |  |  |       |  |  |                     |  |  |                       |  |
|                              | Giovanni I d'Avesnes | Burcardo d'Avesnes           |                                    |  |  |       |  |  |                     |  |  |                       |  |
|                              | Giovanni I d'Avesnes | Margherita II delle Fiandre  |                                    |  |  |       |  |  |                     |  |  |                       |  |
| Giovanni I di Hainaut        | Giovanni I d'Avesnes |                              |                                    |  |  |       |  |  |                     |  |  |                       |  |
|                              |                      | Adelaide d'Olanda            | Fiorenzo IV d'Olanda               |  |  |       |  |  |                     |  |  |                       |  |
|                              |                      | Adelaide d'Olanda            | Fiorenzo IV d'Olanda               |  |  |       |  |  |                     |  |  |                       |  |
|                              |                      | Adelaide d'Olanda            | Matilde di Brabante                |  |  |       |  |  |                     |  |  |                       |  |
| Maria di Avesnes             |                      | Adelaide d'Olanda            |                                    |  |  |       |  |  |                     |  |  |                       |  |
|                              |                      | Enrico V di Lussemburgo      | Valerano III di Limburgo           |  |  |       |  |  |                     |  |  |                       |  |
|                              |                      | Enrico V di Lussemburgo      | Valerano III di Limburgo           |  |  |       |  |  |                     |  |  |                       |  |
|                              |                      | Enrico V di Lussemburgo      | Ermesinda di Lussemburgo           |  |  |       |  |  |                     |  |  |                       |  |
| Filippa di Lussemburgo       |                      | Enrico V di Lussemburgo      |                                    |  |  |       |  |  |                     |  |  |                       |  |
|                              |                      | Margherita di Bar            | Enrico II di Bar                   |  |  |       |  |  |                     |  |  |                       |  |
|                              |                      | Margherita di Bar            | Enrico II di Bar                   |  |  |       |  |  |                     |  |  |                       |  |
|                              |                      | Margherita di Bar            | Filippa di Dreux                   |  |  |       |  |  |                     |  |  |                       |  |
|                              |                      | Margherita di Bar            |                                    |  |  |       |  |  |                     |  |  |                       |  |

### Fonti primarie
- (LA)  Obituaires de la province de Sens. Tome 1,Partie 2.
- (LA)  Chronologia Johannes de Bek.
- (FR)  Chronique des règnes de Jean II et de Charles V. Tome 1
- (LA)  Chronique parisienne anonyme du XIVe siècle.
- (LA)  (FR)  Titres de la maison ducale de Bourbon, tome premier

### Letteratura storiografica
- (FR)  Histoire généalogique des ducs de Bourgogne de la maison de France.
- (FR)  Histoire généalogique et chronologique de la maison royale de France, Ducs de Bourbon.
- (FR)  #ES Histoire du Bourbonnais et des Bourbons qui l'ont possédé, Volume 1.